# مسابقة الأغنية الأوروبية 1984
مسابقة الأغنية الأوروبية 1984 هي النسخة ال29 من مسابقة الأغنية الأوروبية، أقيمت في مدينة لوكسمبورغ، لوكسمبورغ، شاركت 19 دولة في المسابقة وحصلت السويد على المركز الأول بأغنية "Diggi-Loo Diggi-Ley".

## روابط خارجية
- الموقع الرسمي